# T for telecom
T for telecom was een Nederlands telecombedrijf.
Het bedrijf bestond uit een keten van telecomwinkels met meer dan 140 filialen in heel Nederland. t for telecom werd opgericht in 1998 en viel onder het moederbedrijf Dexcom, waartoe tussen 2006 en 2011 ook Dixons en Dynabyte behoorden en verzekeringsinstantie Harmony Financial Services, dat verzekeringen verkoopt via onder andere Dixons, Dynabyte en Telfort. Ook het internetbedrijf Nedconcepts is eigendom van Dexcom. Tussen 2007 en 2009 beheerde Dexcom tevens My Dad*s Phone Company, een MVNO via het mobiele netwerk van Vodafone, deze bestaat inmiddels ook niet meer.
Onder de ruim 140 vestigingen van het t for telecom netwerk waren ook veertig franchisevestigingen.
T for telecom was retailer voor de meeste internetaanbieders van Nederland, zowel op het gebied van ADSL als op het kabelnetwerk. T for Telecom was verder aanbieder van alle netwerken op mobiel gebied in Nederland te weten: Telfort, KPN, Hi, T-Mobile Nederland en Vodafone.

## Geschiedenis
In 1998 begon de geschiedenis van t for telecom met de opening van de eerste winkel aan de Kruisweg in Hoofddorp. Het hoofdkantoor was op de eerste verdieping van dat pand gevestigd. Destijds werden de eerste winkels nog geopend onder de naam Dexcom, en waren zij gebaseerd op een Engels concept. Profiterend van de opkomende mobiele telefoniemarkten groeide het aantal winkels snel. Het hoofdkantoor werd al snel verplaatst en groter uitgevoerd aan de Vareseweg in Rotterdam. 
Het begin van de franchisewinkels bij t for telecom lag in de overname van de winkels van Tell Me in 2006. Tell Me was een franchiseketen ontstaan uit de franchisenemers van Primafoon, de toenmalige KPN winkels. Primafoon bleek geen geschikt concept om te franchisen, waardoor de franchisenemers zich verenigden onder de vlag van Tell me om meer diensten aan te kunnen bieden dan enkel het KPN-Portfolio. De Tell Me winkels werden omgevormd tot t for telecom-winkels, maar bleven vanwege de investeringen die het de franchisenemers anders weer had gekost, deels hun eigen uitstraling houden. Zo waren er t for telecom-winkels die enigszins op de toenmalige Primafoonwinkels leken. T for telecom riep hiervoor een aparte franchisetak binnen de organisatie in het leven, en ging actief op zoek naar nieuwe franchisenemers om extra verkooplocaties te creëren. 
In 2007, de naam Dexcom was enkel nog verbonden aan de moedermaatschappij van t for telecom, nam Dexcom het internetbedrijf Nedconcepts over. Hiermee werd zij ook online een belangrijke speler op het gebied van breedbanddiensten en mobiele telefonie. De diensten van Nedconcepts werden later geïntegreerd binnen t for telecom, waardoor de aftersales van breedbandproducten door Nedconcepts afgehandeld werd. In datzelfde jaar kocht Dexcom ook de winkels Dixons en Dynabyte van Vendex KBB, die daarmee haar laatste winkelketens in consumentenelectronica van de hand deed. 
Midden 2008 opende t for telecom vervolgens verkooppunten in meer dan 100 bestaande filialen van Dixons, een shop-in-shop-formule. Dit hield feitelijk in dat het aantal verkooppunten meer dan verdubbeld werd naar 301 winkels. De eerste zogenaamde 'SIS' van t for telecom is geopend in Zeist. Er waren door deze uitbreiding 300 nieuwe medewerkers nodig, die binnen een paar maanden geworven en opgeleid moesten worden. Het shop-in-shop-concept sloeg niet aan. Al snel werden de eerste verkooppunten gesloten en teruggebouwd naar het normale Dixons-concept. De laatste van deze is in 2009 weer aan Dixons overgedragen.  
Begin 2009 werd besloten de hoofdkantoren van T for Telecom, Dixons en Dynabyte bij elkaar te voegen en te vestigen in 's-Hertogenbosch, in het bestaande pand van het Dixons Hoofdkantoor. Hoewel de integratie van de hoofdkantoren goed is verlopen, werd op 14 juni 2010 bekendgemaakt dat t for telecom vanwege tegenvallende resultaten gesloten zou worden. 
Het bedrijf gaf zelf aan dat dit het gevolg was van de niet makkelijke, verzadigde telecommarkt. Door de jaren heen was er steeds meer concurrentie gekomen uit de hoek van de providerwinkels, zoals KPNs en Vodafones eigen winkels.
De sluiting betrof alle ongeveer 100 winkels die door Dexcom Retail beheerd werden, de franchisewinkels moesten op zoek naar nieuwe franchisecontracten. KPN nam 51 winkellocaties over en begon de eigen merken KPN, Hi en Telfort te verkopen. De rest van de winkels werd tot uiterlijk begin december 2010 open gehouden, afhankelijk van het vinden van een nieuwe huurder werden gespreid over de maanden ervoor winkels gesloten. 
Door de opheffing van t for telecom kwamen 480 medewerkers op straat te staan. De website van t for telecom werd gedurende enige tijd onderhouden door KPN, die het gebruikte als een van haar verkoopkanalen.